# Čёrnyj kvadrat
Čёrnyj kvadrat (Чёрный квадрат) è un film del 1992 diretto da Jurij Moroz.

## Trama
Il film racconta di agenti che, a rischio della propria vita, stanno indagando su un omicidio in cui sono coinvolti i più alti gradi della leadership militare russa.